# Penisola di Hook
La penisola di Hook è una penisola sita nella Contea di Wexford in Irlanda. È stata una porta di accesso, al sud dell'Irlanda, per successive invasioni di vichinghi, anglo-normanni e inglesi.
La costa offre una spiaggia che è una delle attrazioni principali di questa zona. Pittoreschi villaggi di pescatori, bird watching sulle zone paludose di Bannow, pesca d'alto mare, snorkeling e nuoto sono parte delle attività praticabili nella zona. Fiumi, valli, estuari e dolci colline hanno a lungo fornito ricchi pascoli a sud-ovest di Wexford.